# Delphinium multiplex
Delphinium multiplex là một loài thực vật có hoa trong họ Mao lương. Loài này được (Ewan) C.L.Hitchc. mô tả khoa học đầu tiên năm 1964.